# Juan Raúl Neira
Juan Raúl Neira (Ayacucho, Perú, 7 de mayo de 1995) es un futbolista peruano. Juega de mediocentro y su equipo actual es Alianza Pisco que participa en la Copa Perú.

## Clubes
| Club                       | País | Año         |
| -------------------------- | ---- | ----------- |
| Ayacucho FC                | Perú | 2013 - 2018 |
| Atlético Grau              | Perú | 2019 - 2020 |
| Unión Huaral               | Perú | 2021        |
| Los Chankas                | Perú | 2022        |
| Pirata                     | Perú | 2022        |
| Sport Aurora (La Tinguiña) | Perú | 2024        |
| Sport Nacional La Joya     | Perú | 2024        |
| Alianza Pisco              | Perú | 2025 -      |

## Palmarés
| Título            | Club          | País | Año  |
| ----------------- | ------------- | ---- | ---- |
| Copa Bicentenario | Atlético Grau | Perú | 2019 |
| Supercopa Peruana | Atlético Grau | Perú | 2020 |